# Käru
Käru era un municipio situado en el condado de Rapla, en Estonia. Fue disuelto en el año 2017.
Estaba ubicado en el sureste del condado, en el límite con el condado de Järva.